# Synalpheus hoetjesi
Synalpheus hoetjesi is een garnalensoort uit de familie van de Alpheidae. De wetenschappelijke naam van de soort is voor het eerst geldig gepubliceerd in 2010 door Hultgren, MacDonald & Duffy.